# 銅金義一
銅金 義一（どうがね ぎいち、1900年（明治33年）3月15日 - 1972年（昭和47年）10月4日）は、大日本帝国陸軍軍人。最終階級は陸軍少将。

## 経歴
広島県出身。1920年（大正9年）5月に陸軍士官学校第32期卒業。のち東京帝国大学冶金学科を卒業する。
1940年（昭和15年）8月、陸軍砲兵大佐に進み、1941年（昭和16年）6月、陸軍技術本部研究所所員、1943年（昭和18年）10月、小倉陸軍造兵廠第2製造所長を経て、1944年（昭和19年）8月、陸軍少将に進級する。ついで同年9月、小倉陸軍造兵廠糸口山製造所長となった。

## 著作
- 『銃器の科学』山海堂、1943年。